# (6189) Völk
(6189) Völk, désignation internationale (6189) Volk, est un astéroïde de la ceinture principale.

## Description
(6189) Volk est un astéroïde de la ceinture principale. Il fut découvert le 2 mars 1989 à La Silla par Eric Walter Elst. Il présente une orbite caractérisée par un demi-grand axe de 2,30 UA, une excentricité de 0,14 et une inclinaison de 5,9° par rapport à l'écliptique.

## Compléments